# Sojoez T-11
Sojoez T-11 (ook: 14872) was een Russische bemande ruimtevlucht uit 1984 naar ruimtestation Saljoet 7. Voor het eerst maakte een Indiër een ruimtevlucht. Dit was de elfde Russische missie met een buitenlandse kosmonaut aan boord.

## Bemanning
De bemanning werd gevormd door gezagvoerder Joeri Malysjev, boordwerktuigkundige Gennadi Strekalov en onderzoeker Rakesh Sharma. Malysjev maakte zijn tweede vlucht, Strekalov zijn derde en de Indiër onderging zijn ruimtedoop. Deze Sojoez woog 6850 kg.

## Vluchtverloop

### Lancering en koppeling
Sojoez T-11 werd gelanceerd op 3 april 1984 met een Sojoez draagraket vanaf Tjoeratam te Bajkonoer. De capsule kwam in een baan met een apogeum van 240 km, een perigeum van 200 km en een omlooptijd van 88,6 minuten. De inclinatie bedroeg 51,6° bij een excentriciteit van 0,00303. De volgende dag koppelde het drietal aan bij het achterste koppelingsluik en begroette de stationsbemanning. Deze bestond uit Leonid Kizim, Vladimir Solovjov en Oleg Atkov.

### Experimenten
Tijdens hun verblijf onderzocht de bemanning versmelting van silicium, verrichtte waarnemingen van de Aarde met de nadruk op India, deed testen aangaande remote sensing en deed biomedisch onderzoek. In totaal voerde men 43 technische en wetenschappelijke proeven uit. Sharma hield zich hoofdzakelijk bezig met het biomedische onderzoek en remote sensing. Bovendien trachtte hij door middel van yoga de verzwakkende effecten van gewichtloosheid tegen te gaan. Daarnaast hield men een gezamenlijke persconferentie op tv met Indira Gandhi en diverse functionarissen in Moskou. Na een week keerden de gasten terug naar de Aarde. Ze gebruikten hiervoor de Sojoez T-10, zodat hun nieuwere eigen vaartuig beschikbaar kwam voor de stationsbemanning.

## Terugkeer
Op 11 april 1984 gingen Malysjev, Strekalov en Sharma op huis aan en ontkoppelden Sojoez T-10 om nog dezelfde dag te landen in Kazachstan. Het drietal had 126 keer om de Aarde gecirkeld en verbleef 7 dagen, 21 uur en 40 minuten in de ruimte. De commandant en de Indiër hadden hun laatste vlucht gemaakt; Strekalov vloog nog twee missies.
1 ·
2 ·
3 ·
4 ·
5 ·
6 ·
7 ·
8 ·
9 ·
10 ·
11 ·
12 ·
13 ·
14 ·
15 ·
16 ·
17 ·
18A ·
18 ·
19 ·
20 ·
21 ·
22 ·
23 ·
24 ·
25 ·
26 ·
27 ·
28 ·
29 ·
30 ·
31 ·
32 ·
33 ·
34 · 
35 ·
36 ·
37 ·
38 ·
39 ·
40

T-1 ·  
T-2 ·
T-3 ·
T-4 ·
T-5 · 
T-6 ·
T-7 · 
T-8 ·
T-9 · 
T-10-1 ·
T-10 · 
T-11 ·
T-12 · 
T-13 ·
T-14 · 
T-15